# رولوف كلاين
رولوف كلاين (بالهولندية: Roelof Klein)‏ هو مجدف هولندي، ولد في 7 يونيو 1877 في Lemmer ‏ في هولندا، وتوفي في 13 فبراير 1960 في مونتكلير ‏ في الولايات المتحدة.

## وصلات خارجية
- رولوف كلاين على موقع الاتحاد الدولي للتجديف (الإنجليزية)
- رولوف كلاين على موقع اللجنة الأولمبية الدولية (الإنجليزية)
- رولوف كلاين على موقع أوليمبيديا (الإنجليزية)